# 施莱普齐希
施莱普齐希（德語：下索布語：）是德国勃兰登堡州的市镇，隶属于达默-施普雷瓦尔德县。总面积为30.66平方千米，截至2023年12月31日总人口为597人。